# Sposób na kobiety
Sposób na kobiety (ang. The Knack …and How to Get It) – brytyjski film z 1965 roku wyreżyserowany przez Richarda Lestera.